# Popivka, Smila
Popivka (în ucraineană Попівка) este o comună în raionul Smila, regiunea Cerkasî, Ucraina, formată numai din satul de reședință.

## Demografie
Componența lingvistică a comunei Popivka
     Ucraineană (98,34%)
     Rusă (1,66%)
Conform recensământului din 2001, majoritatea populației comunei Popivka era vorbitoare de ucraineană (98,34%), existând în minoritate și vorbitori de rusă (1,66%).

## Legături externe
- pl Popówka 1.) wieś nad Taszlikiem în Dicționarul geografic al Regatului Poloniei și al altor țări slave, volum VIII (Perepiatycha — Pożajście) 1887

- pl Popówka 1.) în Dicționarul geografic al Regatului Poloniei și al altor țări slave, volum XV, p. 2 (Januszpol — Wola Justowska)1902